# 固有肝動脈
固有肝動脈（こゆうかんどうみゃく、英語: hepatic artery proper or proper hepatic artery）は、肝臓と胆嚢に供給する動脈。腹腔動脈の分枝である総肝動脈から生じる。

## 構造
固有肝動脈は総肝動脈から生じ、門脈と総胆管に沿って走り門脈三管を形成する。総肝動脈の分枝である胃十二指腸動脈は十二指腸球部に伸びる小さな十二指腸上動脈を持つ。総肝動脈から胃十二指腸動脈が分岐した後に、右胃動脈が分岐する。右胃動脈は胃の小彎に沿って左に走り腹腔動脈の分枝である左胃動脈と吻合する。右胃動脈が分岐した後に右と左の肝動脈に分岐する。注目すべきであるのは右と左の肝動脈の解剖学的構造が異なる点である。右肝動脈の配置が異なり、上腸間膜動脈(SMA)から生じることがある。左肝動脈の配置が異なり、左胃動脈から生じることがある。胆嚢動脈は通常、右肝動脈から生じる。

## イメージ

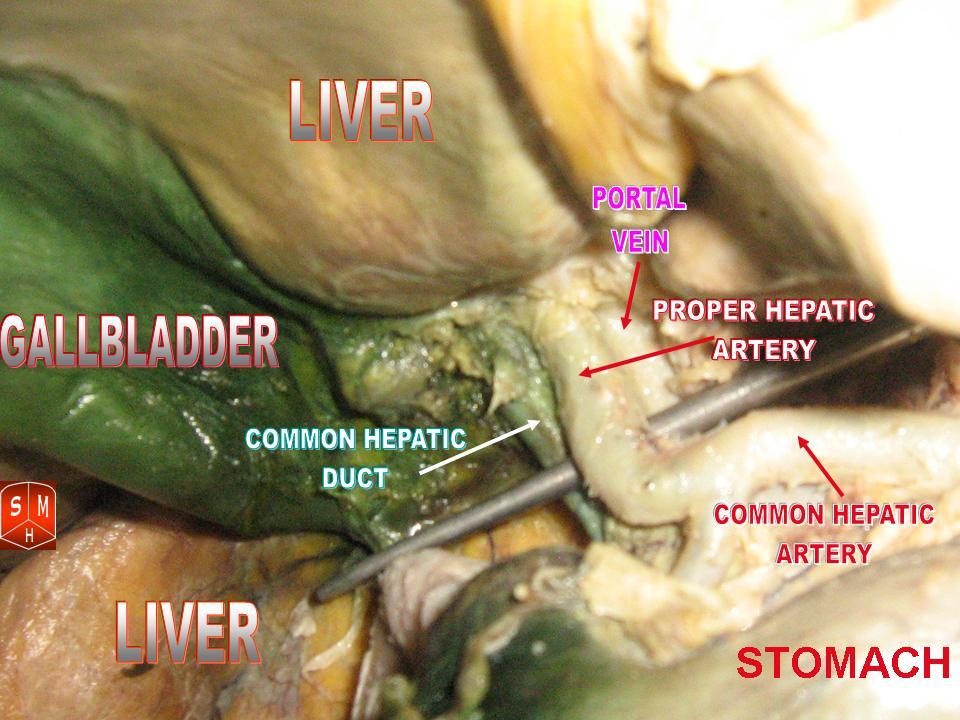
固有肝動脈
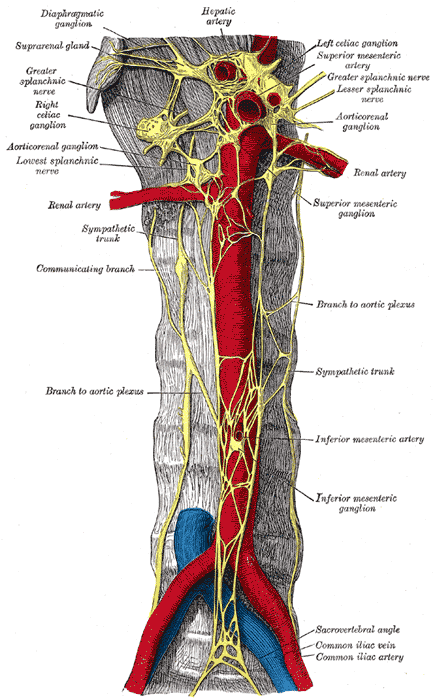
交感神経幹の腹部、腹腔神経叢と下腹神経叢
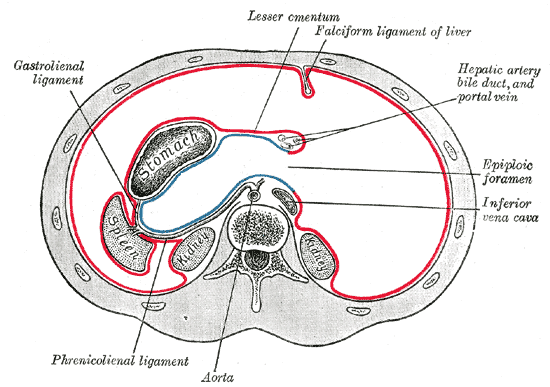
腹部の上部にある腹膜の水平配置
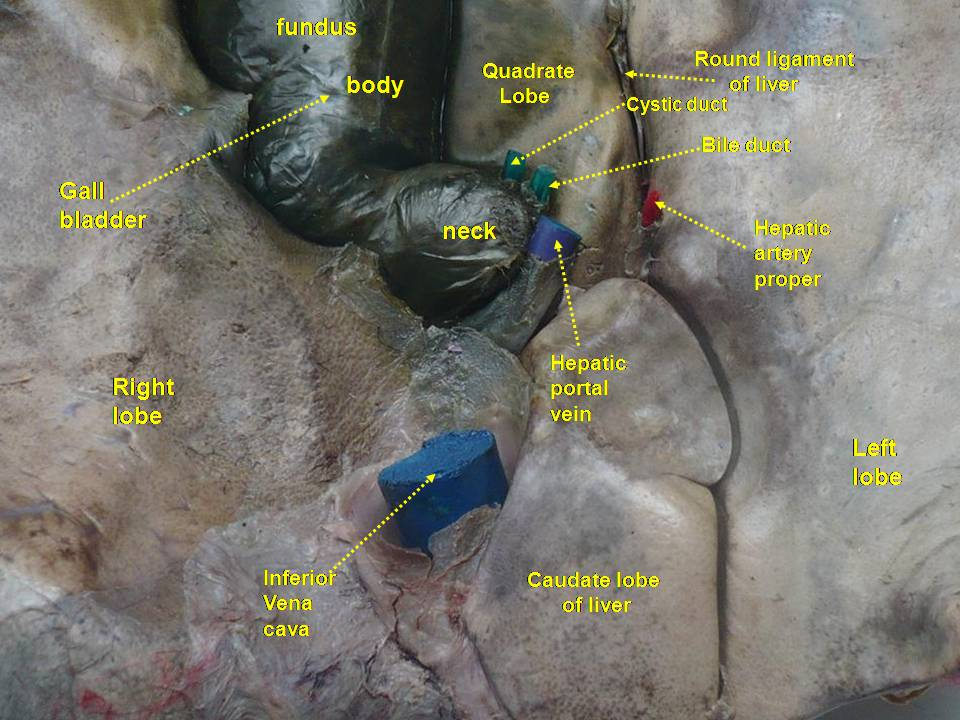
固有肝動脈。肝臓の臓側面。